# Jack Donnelly
Jack Donnelly (Bournemouth, 28 ottobre 1985) è un attore britannico protagonista della serie televisiva Atlantis andata in onda sulla BBC.

## Biografia
Dopo aver interpretato un ruolo secondario nella serie della Nickelodeon House of Anubis, nel marzo 2013 è stato annunciato che avrebbe fatto parte del cast di Atlantis, la nuova serie della BBC, costituita da 13 episodi, in cui interpreterà Jason, il personaggio principale. 
Ha partecipato nel ruolo del Coniglio Bianco nel 6º episodio della 4ª stagione della Serie Tv britannica MisFits. 
Jack è uno dei membri fondatori del gruppo d'improvvisazione "Chuckle Duster" che occasionalmente si esibisce nella East London.
Ha frequentato la St Catherines Primary a Wimborne Minster e poi la St Peters a Bournemouth.
La sua famiglia è una famiglia d'attori formata dai genitori (la madre è una cantante e attrice che si esibì nel musical Starlight Express mentre era incinta di Jack) e da tre fratelli più giovani: Sam, Harvey e Finn che è, invece, un modello.
Atlantis è per Jack la prima vera svolta nella sua carriera dopo aver frequentato per sei anni la School of Drama: prima lavorava per una ditta di catering.

## Filmografia parziale

### Cinema
- Friendsgiving, regia di Nicol Paone (2019)

### Televisione
- Anubis - serie TV (2011)
- Doctors - soap opera (2012)
- Threesome - serie TV (2012)
- Misfits - serie TV (2012)
- Dancing on the Edge - serie TV (2013)
- Atlantis - serie TV (2013-2015)
- United We Fall - serie TV (2014)
- Delitti in Paradiso - serie TV (2016)
- A Royal Winter - film TV (2017)